# Simon Steen-Andersen
Simon Steen-Andersen (født 24. april 1976) er en dansk komponist, performer, instruktør og multimediekunstner.

## Karriere
Simon Steen-Andersen har studeret komposition hos Karl Aage Rasmussen, Mathias Spahlinger, Gabriel Valverde og Bent Sørensen i både Aarhus, Freiburg, Buenos Aires og København fra 1998 til 2006. Fra 2008 har han undervist i komposition ved Det Jyske Musikkonservatorium, og siden 2018 har han undervist på Hochschule der Künste Bern som professor på afdelingen for komposition- og musikteater. I 2016 blev han medlem af det tyske Akademie der Künste, og i 2018 blev han udpeget som medlem af det svenske Kungliga Musikaliska Akademien. Han bor i Berlin, Tyskland.
Simon Steen-Andersen er kendt for sine originale og kompromisløse kompositioner, som ofte eksisterer i spændingsfeltet mellem forskellige kunstarter, og han har opnået stor international anerkendelse for sit virke. Hans værker opføres over hele verden, og han har blandt andet modtaget værkbestillinger fra Ensemble Modern, Ensemble Recherche, Ensemble Musikfabrik, Percussion de Strasbourg, Jack Quartet, DR Symfoniorkestret, Göteborgs Symfoniorkester, SWR Symphonieorchester, Staatsoper Berlin, Opera national du Rhin og München Biennalen. 
Simon Steen-Andersens kompositioner spænder fra instrumental musik, som typisk involverer en række forskellige performative og elektroniske elementer til video-performances som Run Time Error (2009-2022) og musikteate. Blandt værkerne kan nævnes On And Off And To And Fro (2008) for vibrafon, sopransaxofon, kontrabas og tre musikere med megafoner, Piano Concerto (2014) for klaversolo, sampler, video og symfoniorkester; og TRIO (2019) for symfoniorkester, kor, big band og video. 
Et værk, som er karakteristisk for Simon Steen-Andersens måde at udfordre de etablerede konventioner, er Black Box Music (2012) for slagtøjssolist forstærket kasse, sinfonietta og video, som modtog Nordisk Råds Musikpris i 2014 I værket er slagtøjssolisten og dirigenten én og samme person, som dirigerer stykket med hænderne i den forstærkede 'black box'. Ensemblet er placeret i tre grupper rundt om publikum, mens scenen udgøres af en videoprojektion af dirigentens hænder i den sorte box - en klassisk teaterscene med scenetæppe, rekvisitter og lys.
Simon Steen-Andersens værker udgives af forlaget Edition·S.

## Priser
- 2020: Carl Prisen
- 2019: SWR Orchestra Prize
- 2017: Mauricio Kagel Music Prize
- 2017: Ernst von Siemens komponistpris
- 2014: Nordisk Råds Musikpris
- 2014: SWR Orchestra Prize at the Donaueschinger Musiktage 2014.
- 2013: Carl Nielsen Legatet
- 2013: Kunstpreis Musik from Akademie der Künste in Berlin
- 2010: International Rostrum of Composers
- 2010: Aufenthalt als Gast des Berliner Künstlerprogramms des DAAD
- 2008: Der Holmboepreis
- 2008: Présences China
- 2008: Kranichsteiner Musikpreis der Darmstädter Ferienkurse
- 2006: Statens Kunstfonds Tre-årige Arbejdslegat
- 2006: Léonie Sonnings Musikstipendium
- 2005: Bisballes Kunstnerpris
- 2000: Holmboe Prisen

## Værkliste
- TRANSIT - iscenesat koncert for tuba, ensemble og live-endoskopi (55') (2021)
- Walk the Walk - musikteater for fire performere, løbebånd, objekter, lys og røg (90') (2020)
- The Loop of the Nibelung - a.k.a. Run Time Error @ Bayreuth - for performer, 2 sangere, 15 musikere og video (online-version 37'), (live-version 60') (2020)
- TRIO - for orkester, kor, big band og video (48') (2019)
- Automata Etudes – video-miniaturer for robotarm og instrumenter i samarbejde med Michael Madsen (2019)
- Asthma - for akkordeon og video (22') (2017)
- if this then that and now what - musikteater for 4 skuespillere og 18 musikere (135') (2016)
- Korpus - for tre Harry Partch-instrumenter og 7-8 musikere (12') (2015)
- Piano Concerto - for klaver, sampler, orkester og video (28') (2014)
- Buenos Aires - musikteater i fem akter for fem sangere og fire musikere (85') (2014)
- Mono (Autotune Study and Nachgesang) - for mandestemme, keyboard og elektronik (7') (2014)
- Inszenierte Nacht - iscenesættelse af værker af Bach, Schumann, Mozart og Ravel (55') (2013)
- Black Box Music - for dirigent/slagtøjsspiller, forstærkes black box, og femten musikere (32') (2012)
- Strygekvartet №2 (18') (2012)
- Im Rauschen - for piccolo fløjte, fløjte, basklarinet med intra-instrumental playback (10') (2012)
- History of my Instrument' - for harp og video (9 ') (2011)
- Study - for String Instrument #3 (for cello og video) (5') (2011)
- Double Up – for sampler og kammerorkester (18') (2010)
- Ouvertures – for forstærket gu zheng, sampler og orkester (15') (2008/2010)
- Study for String Instrument #2 (for stryger(e) og whammy-pedal) (5'-6') (2007)
- Run Time Error – videoinstallation/performance (2009)
- Self Simulator – "interaktiv installation" (2009)
- Pretty Sound (Up And Down) – for forstærket klaver (pianist eller slagtøjsspiller) (7'30) (2008)
- Beloved Brother – to satser fra J.S. Bach's Cappriccio on the departure of his dearly beloved brother arrangeret for "bagsideguitar" (7') (2008)
- On And Off And To And Fro – for vibrafon, sopransaxofon, kontrabas og 3 musikere med megafoner (15') (2008)
- soundTAG – epidemisk lydinstallation (rum, gade og web) i samarbejde med Kaj Aune (2008)
- Ouvertures – for forstærket gu zheng, sampler og orkester (8') (2008)
- Study for String Instrument #1 (3'30-4'30) (2007)
- Nothing Integrated – for extremt forstærket klarinet, slagtøj, cello og live-video (21') (2007)
- In Her Frown – for 2 forstærkede sopraner (12') (2007)
- In Spite Of, And Maybe Even Therefore – for forstærket fløjte, horn, klarinet + uforstærket kontrafagot, klaver, slagtøj og kontrabas (9') (2007)
- Chambered Music – for 12 instrumenter og sampler (11') (2007)
- loloopop – audio/visuel installation skabt i samarbejde med billedkunstneren Carl Krull (2006)
- [sproglyd] – interaktiv webpage i anledning af hundredeårsmarkering for Norges selvstændighed (2005)
- Within Amongst – anti-kadenza for forstærket guitar solo (5') (2005)
- Amongst – koncert for ekstremt forstærket guitar og orkester (33') (2005)
- Next To Beside Besides #1-13 (+...) – forstærkede solostykker, som også kan spilles samtidig eller som satser i alle kombinationer af (cello,) kontrabas (2 forskellige stykker), saxofon, akkordeon (2 stykker), slagtøj (3 stykker), piccolofløjte, violin, klaver, guitar (2 stykker) og kamera ... (3'30) (2003-2015)
- Amid – for fløjte, klarinet, klaver, guitar, slagtøj, violin og cello (evt. med forstærkning) (9') (2004)
- Beside Besides (Next To Beside Besides #0) – fragment for cello solo (med optional forstærkning) (4'30) (2003)
- Besides - for forstærket klaver, violin og fløjte, samt "dæmpet" strygetrio (18') (2003)
- Drownwords - for forstærket sopran og forstærket guitar (10') (2003)
- rerendered - for pianist og to assistenter (evt.+ deltagende dirigent, evt. + live video) på kraftigt forstærket klaver (10') (2003, rev.'04)
- Among (Unattended Ones) for 2 percussionister med regulerbar forstærkning (12') (2002)
- Split Point - for lilletromme, sandpapir og S (én musiker) (12') (2002)
- Spin-Off - for sopransaxofon, optional trompet, akkordeon og kontrabas (3') (2002)
- Praesens - for 14 musikere (16') (2001)
- Elektro Miniature - for bånd (2'30) (2001)
- in-side-out-side-in... - for guitar solo (10') (2001)
- De Profundis - for sopransaxofonist (som også betjener slagtøj) (12') (2000)
- Impromptu - for rørkvartet (2000)
- Strygekvartet (10') (1999)
- Punctus Contra Punctum - for orgel (1999)
- Polaroid – en saxofoncollage til kortfilmen Polaroid (for bånd) (1999)
- Sinfoniettavariationer - for sinfonietta og saxofon (1999)
- Aurora Ritual for orkester (1999)
- Studie for Slagtøj og Saxofon (1999)
- 4 Petitesser for solo cello (1998)
- Suite for Ensemble (1998)

## Diskografi
- 2020: Drownwords, Complete Works for Guitar, Francesco Palmieri: classical & electric guitar, Brian Archinal: performer, Ensemble VERTIGO der Hochschule der Künste Bern, Lennart Dohms: conductor, Contrastes Records.
- 2013: Reciprocity (compilation). Opført af Nico Couck. ChampdAction/Recordings. Indeholder: 'in-side-out-side-in...' (2001)
- 2011: Pretty Sound, Ensemble Asamisimasa (Norwegen), Dacapo Records. 8.226523: On And Off And To And Fro (2008), Rerendered (2003), Pretty Sound (Up and Down) (2009), Study for String Instrument #2 (2009).
- 2003: Praesens/Present, Danish Contemporary Music for 14 Musicians, SNYK, Kopenhagen, Dänemark; 1 CD.
- 1999: getString, Silesian String Quartet, Dacapo Records, 8.226530: String Quartet (1999).